# Mladen Ivanić
Mladen Ivanić (serb.-cyrylica Младен Иванић, ur. 16 września 1958 roku w Sanskim Moście) – polityk bośniacki narodowości serbskiej. Przedstawiciel Serbów w Prezydium Bośni i Hercegowiny od 17 listopada 2014 do 17 listopada 2018 i jednocześnie jego przewodniczący od 17 listopada 2014 roku do 17 lipca 2015 i od 17 listopada 2016 do 17 lipca 2017.
W latach 2001–2003 był premierem Republiki Serbskiej. W latach 2003–2007 był ministrem spraw zagranicznych Bośni i Hercegowiny. W czerwcu 2008 roku został skazany na 18 miesięcy więzienia za zaniedbania podczas urzędowania jako premier Republiki Serbskiej, w związku ze skandalem korupcyjnym z udziałem największego państwowego przedsiębiorstwa przemysłu drzewnego. Wyrok ten został zaskarżony. W lipcu został przewodniczącym Izby Narodów Bośni i Hercegowiny; zrezygnował z tej funkcji w lutym 2009 roku.